# Мар'янівка (Роздільнянський район)
Мар'я́нівка (раніше Десиньйорове, Вільгельмсауе, Десеніорівка, Демієрове) — село в Україні, у Захарівській селищній громаді Роздільнянського району Одеської області. Населення становить 108 осіб.
До 17 липня 2020 року було підпорядковане Захарівському району, який був ліквідований.

## Населення
Згідно з переписом 1989 року населення села становило 113 осіб, з яких 46 чоловіків та 67 жінок.
За переписом населення 2001 року в селі мешкало 106 осіб.

### Мова
Розподіл населення за рідною мовою за даними перепису 2001 року:
| Мова       | Відсоток |
| ---------- | -------- |
| українська | 68,52 %  |
| молдовська | 28,7 %   |
| вірменська | 1,85 %   |

## Відомі люди
Уродженцем села є Дитюк Іван Григорович (1920—1982) — повний кавалер ордена Слави.